# アムステルダム・コネクション
『アムステルダム・コネクション』（原題：荷蘭賭人頭、英題：Amsterdam Connection）は、香港で製作されたカンフー映画。日本では劇場未公開となっている。

## あらすじ
香港の二人の青年ウィンとバンは、ファニーという女性を巡って仲違いをし、半ばやけくそになって別々の犯罪組織に加入する。ウィンは叔父チョウの元に身を寄せ、バンはハンという人物の手下となるが、その後チョウとハンとの間で抗争が発生。バンはハンを見限り、自分もチョウの組織へ入る。ファニーは現状に不満を持ち、香港を去って渡欧。アムステルダムのチョウを頼るが、チョウは悪者で彼女をコールガールに仕立てようとしたりする。しかしウィンとバンはファニーの勧めにより和解。実はチョウは欧州でも他の犯罪組織との対立を抱えており、会合のためパリに移動。話し合いは決裂、ウィンとバンの武道の師匠であるルイも敵に回る。二人はルイに殺されそうになるが、奇策によりルイを倒す。二人はそのまま組織から離脱。チョウの手下達の多くはフランスの官憲に捕らえられるが、チョウ自身は逃亡。しかしアムステルダムに戻ったあと何者かに銃撃されて死亡した。

## キャスト
- ハン - チェン・シン
- ファニー - ミラン（製作を兼ねる）
- バン - ジェイソン・パイ・ピョウ
- ルイ - ヤン・スエ
- ウィン - ウォン・ユェンサン
- チョウ - ファン・ムイサン（監督を兼ねる）
- ユン・ピョウ（端役出演）
- ルイス・ファン
- ラム・チェンイン